# Јамагучи
Јамагучи (јап. 山口市) град је у Јапану у префектури Јамагучи. Према попису становништва из 2005. у граду је живело 191.677 становника.

## Становништво
Према подацима са пописа, у граду је 2005. године живело 191.677 становника.
| 1995.   | 2000.   | 2005.   |
| ------- | ------- | ------- |
| 184.039 | 188.693 | 191.677 |